# Riptide
«Riptide» es una canción del cantante y compositor australiano Vance Joy. Lanzada por primera vez en su extended play debut God Loves You When You're Dancing (2013), sirviendo como su segundo sencillo, y también aparece en su álbum de estudio debut Dream Your Life Away (2014). La canción la escribió Joy, quien también la produjo con el baterista Edwin White. La alegre canción folk indie ha sido descrita líricamente como una «historia de amor sobre la mayoría de edad» y es conocida por sus metáforas y referencias a la cultura popular.
La canción recibió críticas positivas de parte de la prensa especializada, quienes elogiaron su letra, voces y producción y la compararon con los cantautores Paul Kelly y Jeff Buckley. «Riptide» tendría éxito comercial en Australia, alcanzando el número seis en la lista de sencillos de ARIA y posteriormente siendo nombrada la canción número uno en la estación de radio Triple J en su lista «Hottest 100 of 2013». Al año siguiente, «Riptide» también alcanzó el número diez en el Reino Unido y entró en la lista Alternative Songs de Billboard, llegando al número 1. En mayo de 2015, era el segundo sencillo con mayor duración en la lista de éxitos Billboard Hot 100 de Estados Unidos, permaneciendo en esa lista durante 43 semanas.
En mayo de 2015, se anunció que «Riptide» se había convertido en la canción con más tiempo de permanencia en la ARIA Chart, habiendo permanecido en el top 100 durante 107 semanas, superando el récord anterior de 106 semanas, en manos de «Poker Face» de Lady Gaga. En enero de 2016, acumuló un total de 120 semanas en el listado.
Hasta enero de 2018, el sencillo tuvo un registro de más de seis millones de unidades vendidas en todo el mundo. En ese mismo mes, la radio Triple M ubicó al sencillo en la posición número 94 de la lista "Ozzest 100", la cual valora las mejores canciones australianas de todos los tiempos.

## Antecedentes
Los primeros acordes de la canción y la apertura de dos líneas se escribieron originalmente en la casa de Joy en Glen Iris, Melbourne, en 2008 —se utilizó el mismo título de la canción, pero inicialmente se archivó—. Años después de su experiencia en la universidad y una carrera en VFL, Joy comenzó a hacer conciertos de micrófono abierto en Melbourne, Australia, lo que finalmente lo llevó a una carrera musical legítima.
Cuando grabó la canción en 2012, un año antes de que saliera el EP, Joy estaba escribiendo una canción que le recordaba el borrador archivado de «Riptide» de 2008 —luego combinó el esfuerzo de 2008 con su proyecto actual en ese momento. Se subió una versión aproximada de la canción en su cuenta personal de Facebook. Aunque el cantante subió «... solo el primer verso y coro», la respuesta alentadora de los amigos y familiares de Joy lo alentó a persistir con su música. Joy inicialmente grabó y produjo la canción con el baterista Edwin White en solo una tarde en Red Door Studios, en el suburbio de Brunswick en Melbourne. La producción adicional fue completada posteriormente por John Castle. En una entrevista, Joy dijo que el título de la canción provenía de un motel del mismo nombre al que solía ir con su familia cuando era niño.

## Composición
La canción está compuesta en la tonalidad de re bemol mayor con un tempo de 100 latidos por minuto.

## Recepción

### Comentarios de la crítica
Hannah Gilchrist de la revista Red Magazine, describió a la canción como si pareciera que: «deberías estar sentado en una playa de California bebiendo una botella de cerveza mientras tus amigos se divierten en las olas; no es de extrañar que esté inspirado en las canciones de los 70».

### Desempeño comercial
El 29 de abril de 2013, «Riptide» apareció en el puesto 75 del ARIA Singles Chart, y en junio ingresó al top 50, debutando en la posición 41. Entre el 10 y el 28 de julio, la canción llegó al top 10, alcanzando el puesto número 7. Durante el resto del año, «Riptide» permaneció en el top 40 hasta que el 2 de febrero de 2014, la canción alcanzó su máxima posición, ya que se colocó en el puesto número 6 y fue cataloga en la lista como una de las 100 canciones más exitosas del 2013.
La canción posee el récord de estar la mayor cantidad de semanas en el top 100 del ARIA Singles Chart (120 semanas consecutivas), rompiendo los récords que anteriormente tenían «Poker Face» de Lady Gaga (106 semanas) y «I Gotta Feeling» de Black Eyed Peas (105 semanas).  En todo el mundo, el sencillo ha vendido más de un millón de copias.

## Vídeo musical
El 2 de abril de 2013, se lanzó el vídeo musical oficial del sencillo para acompañar su lanzamiento, posee una duración total de tres minutos y veinticinco segundos. El vídeo fue dirigido por Dimitri Basil y codirigido por Laura Gorun, quienes se tomaron el trabajo de describir artísticamente la canción palabra por palabra.

## En la cultura popular

### Películas y series de televisión
La canción apareció en la película cómica The Inbetweeners 2 (2014), en el episodio 8 de la serie de televisión Stalker, y en varios episodios de las series Grey's Anatomy, Hawaii Five-0, Neighbours y Home and Away.
«Riptide» también fue utilizada para los anuncios de Medibank e Irish Life Assurance Plc.
En 2020, la marca Toyota la utilizó para una serie de anuncios de televisión.

### Versiones de otros artistas
La artista australiana Georgia Arden grabó la canción para su álbum en directo Arden. La cantante sudafricana Van T realizó una versión para su Ep Tide publicado en 2013. En 2014, Gossling, un cantautor de folk/pop de Melbourne, Australia grabó una versión de «Riptide». El 9 de octubre de ese año, la cantante estadounidense Taylor Swift realizó una versión de la canción tocando en el piano para una sesión de música de la radio BBC Radio 1. En 2018, ña cantante Grace VanderWaal realizó una versión de la canción en múltiples ocasiones, sobre todo durante su actuación en el Honda Stage en el Brooklyn Art Library.
MisterWives, una banda de rock indie, también grabó una versión de «Riptide» en 2014. Hot Potato Band también interpretó una versión de la canción y forma parte del bonus track de su EP homónimo. En 2015, el cantante Christian Leave (nacido como Christian Akridge) realizó una versión del sencillo. El 13 de mayo de ese año, Quentin Alexander, participante de la temporada 14 de American Idol interpretó «Riptide» en la final del programa.

## Presentaciones en vivo
Vance Joy interpretó «Riptide» en los ARIA Music Awards de 2013 en centro The Star. 

## Lista de canciones
| N.º | Título      | Duración |  |
| 1.  | «Riptide»   | 3:24     |  |
| 2.  | «From Afar» | 4:24     |  |

| N.º | Título                     | Duración |  |
| 1.  | «Riptide» (FlicFlac Remix) | 5:39     |  |

| N.º | Título                     | Duración |  |
| 1.  | «Riptide»                  | 3:24     |  |
| 2.  | «Emmylou»                  | 4:40     |  |
| 3.  | «Snaggletooth»             | 5:19     |  |
| 4.  | «From Afar»                | 4:24     |  |
| 5.  | «Riptide» (FlicFlac Remix) | 5:39     |  |

| N.º | Título           | Duración |  |
| 1.  | «Riptide»        | 3:24     |  |
| 2.  | «Play with Fire» | 4:23     |  |
| 3.  | «Snaggletooth»   | 5:19     |  |
| 4.  | «Emmylou»        | 4:40     |  |
| 5.  | «From Afar»      | 4:24     |  |

## Posicionamiento en las listas
| Listas (2013–2017)                                        | Mejor posición |   |
| --------------------------------------------------------- | -------------- | - |
| Alemania (Offizielle Deutsche Charts)                     | 9              |   |
| Australia (ARIA)                                          | 6              |   |
| Austria (Ö3 Austria Top 40)                               | 4              |   |
| Bélgica (Flandes) (Ultratip Bubbling Under)               | 6              |   |
| Bélgica (Ultratop Flanders Dance)                         | 19             |   |
| Bélgica (Valonia) (Ultratip Bubbling Under)               | 4              |   |
| Bélgica (Ultratop Wallonia Dance)                         | 27             |   |
| Canadá (Canadian Hot 100)                                 | 13             |   |
| Canadá (Billboard AC)                                     | 30             |   |
| Canadá (Billboard CHR/Top 40)                             | 39             |   |
| Canadá (Billboard Hot AC)                                 | 29             |   |
| Canadá (Billboard Rock)                                   | 10             |   |
| Escocia (Scottish Singles Sales Chart)                    | 8              |   |
| Eslovaquia (Rádio Top 100)                                | 2              |   |
| Eslovaquia (Singles Digitál Top 100)                      | 8              |   |
| Eslovenia (SloTop50)                                      | 7              |   |
| España (Top 100 Canciones)                                | 58             |   |
| Estados Unidos (Billboard Hot 100)                        | 30             |   |
| Estados Unidos (Billboard Bubbling Under Hot 100 Singles) | 2              |   |
| Estados Unidos (Billboard Hot Rock & Alternative Songs)   | 2              |   |
| Estados Unidos (Billboard Rock Airplay)                   | 1              |   |
| Estados Unidos (Billboard Adult Alternative Airplay)      | 7              |   |
| Estados Unidos (Alternative Airplay)                      | 1              |   |
| Estados Unidos (Adult Contemporary)                       | 16             |   |
| Estados Unidos (Adult Top 40)                             | 7              |   |
| Estados Unidos (Mainstream Top 40)                        | 18             |   |
| Euro Digital Songs (Billboard)                            | 19             |   |
| Euro Digital Tracks (Billboard)                           | 16             |   |
| Finlandia (OFC)                                           | 53             |   |
| Francia (SNEP)                                            | 65             |   |
| Hungría (Stream Top 40)                                   | 17             |   |
| Irlanda (IRMA)                                            | 7              |   |
| Israel (Media Forest)                                     | 2              |   |
| Mexico Ingles Airplay (Billboard)                         | 30             |   |
| Noruega (VG-lista)                                        | 37             |   |
| Países Bajos (Dutch Top 40)                               | 25             |   |
| Países Bajos (Mega Single Top 100)                        | 50             |   |
| Polonia (Polish Airplay Top 100)                          | 3              |   |
| Reino Unido (UK Singles Chart)                            | 10             |   |
| Reino Unido (UK Indie Chart)                              | 1              |   |
| República Checa (Rádio Top 100)                           | 4              |   |
| República Checa (Singles Digitál Top 100)                 | 9              | 9 |
| Suecia (Sverigetopplistan)                                | 18             |   |
| Suiza (Schweizer Hitparade)                               | 17             |   |

| País           | Lista                             | Mejor posición |      |
| 2013           | 2013                              | 2013           | 2013 |
| -------------- | --------------------------------- | -------------- | ---- |
| Australia      | ARIA                              | 12             |      |
| 2014           |                                   |                |      |
| Alemania       | Official German Charts            | 27             |      |
| Australia      | ARIA                              | 55             |      |
| Austria        | Ö3 Austria Top 40                 | 26             |      |
| Canadá         | Canadian Hot 100                  | 69             |      |
| Eslovenia      | SloTop50                          | 19             |      |
| Estados Unidos | Billboard Hot Rock Songs          | 12             |      |
| Estados Unidos | Billboard Rock Airplay            | 7              |      |
| Estados Unidos | Billboard Adult Alternative Songs | 34             |      |
| Estados Unidos | Billboard Alternative Songs       | 7              |      |
| Francia        | SNEP                              | 163            |      |
| Irlanda        | IRMA                              | 14             |      |
| Israel         | Media Forest                      | 6              |      |
| Italia         | FIMI                              | 76             |      |
| Países Bajos   | Single Top 100                    | 69             |      |
| Polonia        | ZPAV                              | 36             |      |
| Reino Unido    | Official Charts Company           | 42             |      |
| Suecia         | Sverigetopplistan                 | 26             |      |
| Suiza          | Schweizer Hitparade               | 38             |      |
| 2015           |                                   |                |      |
| Canadá         | Canadian Hot 100                  | 37             |      |
| Estados Unidos | Billboard Hot 100                 | 71             |      |
| Estados Unidos | Billboard Adult Contemporary      | 44             |      |
| Estados Unidos | Billboard Adult Top 40            | 30             |      |
| Estados Unidos | Billboard Hot Rock Songs          | 8              |      |
| Países Bajos   | Dutch Top 40                      | 100            |      |
| 2017           |                                   |                |      |
| Francia        | SNEP                              | 189            |      |

| País           | Lista                          | Mejor posición |           |
| 2010–2019      | 2010–2019                      | 2010–2019      | 2010–2019 |
| -------------- | ------------------------------ | -------------- | --------- |
| Australia      | ARIA                           | 14             |           |
| Australia      | ARIA Australian Artist Singles | 2              |           |
| Estados Unidos | Billboard Hot Rock Songs       | 34             |           |
| Portugal       | AFP                            | 481            |           |
| Reino Unido    | Official Charts Company        | 65             |           |

## Certificaciones
| País           | Organismo certificador | Certificación | Ventas certificadas | Simbolización | Ref.    |
| -------------- | ---------------------- | ------------- | ------------------- | ------------- | ------- |
| Australia      | ARIA                   | 9× Platino    | 630 000             | ▲             | [ 98 ]  |
| Austria        | IFPI — Austria         | Platino       | 30 000              | ▲             | [ 99 ]  |
| Alemania       | BVMI                   | Oro           | 150 000             | ●             | [ 100 ] |
| Bélgica        | BEA                    | Oro           | 15 000              | ●             | [ 101 ] |
| Canadá         | Music Canada           | Diamante      | 800 000             | ✦             | [ 102 ] |
| Dinamarca      | IFPI — Dinamarca       | Platino       | 90 000              | ▲             | [ 103 ] |
| España         | PROMUSICAE             | Oro           | 20 000              | ●             | [ 104 ] |
| Estados Unidos | RIAA                   | 6× Platino    | 6 000 000           | ▲             | [ 105 ] |
| Francia        | SNEP                   | Platino       | 133 333             | ▲             | [ 106 ] |
| Italia         | FIMI                   | 3× Platino    | 150 000             | ▲             | [ 107 ] |
| Reino Unido    | BPI                    | 3× Platino    | 1 800 000           | ▲             | [ 108 ] |
| Sudáfrica      | RISA                   | Oro           | 10 000              | ●             | [ 109 ] |
| Suecia         | GLF                    | Platino       | 40 000              | ▲             | [ 110 ] |
| Suiza          | IFPI                   | Oro           | 15 000              | ●             | [ 111 ] |

## Historial de lanzamientos
| Región         | Fecha                   | Formato                                | Discográfica     | Ref.    |
| -------------- | ----------------------- | -------------------------------------- | ---------------- | ------- |
| Estados Unidos | 21 de mayo de 2013      | Descarga digital                       | Atlantic Records | [ 21 ]  |
| Estados Unidos | 7 de octubre de 2013    | Álbum Alternativo para Adultos - Radio | Atlantic Records | [ 112 ] |
| Reino Unido    | 25 de noviembre de 2013 | Descarga digital                       | Infectious Music | [ 113 ] |
| Estados Unidos | 28 de enero de 2014     | Descarga digital (descarga gratuita)   | Atlantic Records | [ 114 ] |
| Reino Unido    | 10 de marzo de 2014     | Descarga digital (FlicFlac remix)      | Atlantic Records | [ 22 ]  |
| Alemania       | 28 de marzo de 2014     | Disco compacto                         | Atlantic Records | [ 23 ]  |
| Estados Unidos | 1 de abril de 2014      | Radio de Rock Moderno                  | Atlantic Records | [ 115 ] |
| Estados Unidos | 11 de agosto de 2014    | Música Contemporánea para Adultos      | Atlantic Records | [ 116 ] |